# La romana (canción)
«La Romana» es una canción del cantante puertorriqueño Bad Bunny en colaboración con el cantante dominicano El Alfa. La canción se estrenó por Rimas Entertainment el 6 de abril de 2019 para su primer álbum de estudio X 100pre (2018). Alcanzó la posición número doce en la lista Billboard Hot Latin Songs.

## Antecedentes y composición
La canción fue lanzada a través de Rimas Entertainment el 6 de abril de 2019. Fue escrita por Benito Martínez, Chael Betances y Emmanuel Batista, bajo la producción de Tainy, La Paciencia y Chael Betances.

## Vídeo musical
El video de «La Romana» se lanzó el 6 de abril de 2019 en el canal de YouTube de Bad Bunny. En dos días de estrenó, el vídeo superó los 6,5 millones de reproducción. Fue filmado por Rodrigo Films, y cuenta con alrededor de 288 millones de visitas en YouTube.

### Controversia
Un niño murió a causa de las quemaduras que sufrió mientras intentaba reproducir el videoclip de esta canción. Según los informes, los tres niños intentaban recrear el video de la canción de Bad Bunny «La Romana», en la que el cantante y artista dominicano El Alfa cantan y bailan mientras está rodeado de llamas.

## Posicionamiento en listas
| Listas (2019)                          | Mejor posición |
| -------------------------------------- | -------------- |
| España (PROMUSICAE)                    | 80             |
| Estados Unidos (Hot Latin Songs)       | 12             |
| Estados Unidos (Latin Airplay)         | 39             |
| Estados Unidos (Latin Digital Sales)   | 5              |
| Estados Unidos (Latin Streaming Songs) | 14             |
| Nicaragua (Monitor Latino)             | 5              |
| República Dominicana (Monitor Latino)  | 18             |